# Durango (stad)
Victoria de Durango is de hoofdstad van de Mexicaanse deelstaat Durango. De stad heeft 430.000 inwoners (2003).
De stad werd gesticht in 1563. Tijdens de koloniale periode was het de hoofdstad van de provincie Nieuw-Biskaje. De stad is genoemd naar Guadalupe Victoria en de stad Durango in de Spaanse provincie Biskaje.

## Geboren
- Ramón Novarro (1899-1968), acteur
- Luka Romero (2004), voetballer